# Acanthonevra unicolor
Acanthonevra unicolor är en tvåvingeart som först beskrevs av Tokuichi Shiraki 1933.  Acanthonevra unicolor ingår i släktet Acanthonevra och familjen borrflugor.
Artens utbredningsområde är Taiwan. Inga underarter finns listade i Catalogue of Life.